# Free Man in Paris
Free Man in Paris ist ein Lied von Joni Mitchell, das 1974 auf dem Album Court and Spark veröffentlicht wurde. Es erschien auch 1980 auf ihrem Live-Album Shadows and Light. Es steht auf Platz 470 der Rolling-Stone-Liste der 500 besten Songs aller Zeiten.

## Hintergrund
Der Song handelt von dem Musikagenten David Geffen, einem engen Freund von Mitchell in den frühen 1970er Jahren, und beschreibt Geffen während einer Reise, die die beiden mit Robbie Robertson und seiner Frau Dominique nach Paris unternahmen. Geffen wird nicht namentlich erwähnt, aber Mitchell beschreibt, wie er hart arbeitet, um Hits zu kreieren und Karrieren zu starten, aber während eines Urlaubs in Paris etwas Ruhe findet. Mitchell singt: „Ich war ein freier Mann in Paris. Ich fühlte mich entfesselt und lebendig. Niemand forderte mich zu einem Gefallen auf. Niemands Zukunft war zu entscheiden.“
Joni Mitchell sagte 2019:

„Ich habe das in Paris für David Geffen [Präsident von Asylum Records] geschrieben und viel von dem genommen, was er gesagt hat... Ein weiterer Song über das Showgeschäft und den Druck. Er mochte ihn zu der Zeit nicht. Er flehte mich an, ihn von der Platte zu nehmen. Ich denke, es war ihm unangenehm, in diesem Licht gezeigt zu werden.“

Die Grundtonart des Liedes ist A-Dur. Erweiterungen der Akkorde verleihen dem Song eine leicht jazzige Note.

## Rezeption
Billboard beschrieb es als eine „gute Mischung aus akustischen und elektrischen Instrumenten“ mit Mitchells „unverwechselbarem Gesang“.
Bob Dylan wählte es im Jahr 2005 für die Aufnahme auf das Starbucks-Kompilationsalbum Joni Mitchell: Selected Songs aus. Für die Liner Notes des Albums schrieb Dylan: „Ich mochte diesen Song immer, weil ich in Paris gewesen war und verstanden hatte, worum es ging, dort ein freier Mann zu sein. Paris war schließlich der Ort, an dem Freiheit und Guillotine Seite an Seite lebten. Ich bin mir nicht so sicher, ob die Bedeutung, die ich in dem Lied hörte, das war, was Joni beabsichtigte, aber ich konnte nicht aufhören, es zu hören.“
Es gibt über 80 Coverversionen, so von Neil Diamond, Sufjan Stevens, Alanis Morissette, Phish und Elton John.

## Besetzung
- Joni Mitchell – Gesang, Gitarren
- José Feliciano, Larry Carlton – E-Gitarre
- Wilton Felder – E-Bass
- John Guerin – Schlagzeug
- David Crosby und Graham Nash – Begleitgesang
- Tom Scott – Holzblasinstrumente